# Enrique Cima
José Enrique Cima Prado (* Lugones, 16 de junio de 1952) fue un ciclista español, profesional entre 1976 y 1982, cuyos mayores éxitos deportivos los logró en la Vuelta a España donde obtuvo dos victorias de etapa en la edición de 1978.
Tras su retirada paso a ejercer como director deportivo del equipo ciclista CLAS-Cajastur y, desde 1984 trabaja como periodista en el diario asturiano La Nueva España siguiendo la información del Tour de Francia, Vuelta a España y Mundiales de Ciclismo durante veinte años. 
En 1999 publicó el libro El Angliru, dedicado a uno de los puertos míticos de España.

## Palmarés
| 1976 - Clásica de Primavera - 2 etapas de la Volta a Cataluña - 1 etapa de la Vuelta al País Vasco - Gran Premio Nuestra Señora de Oro 1977 - 1 etapa de la Tour de Romandía - 1 etapa de la Volta a Cataluña - 1 etapa de la Vuelta al País Vasco - 1 etapa de la Vuelta a Levante - GP Vizcaya | 1978 - 2 etapas de la Vuelta a España - 1 etapa de la Vuelta al País Vasco - 1 etapa de la Vuelta a Asturias - Setmana Catalana, más 1 etapa |